# Affiance
Affiance est un groupe américain de Metalcore de Cleveland, Ohio, formé en 2007. 
Le groupe a à son actif trois albums studio (No Secret Revealed (2010), The Campaign (2012) et Blackout (2014)), deux EPs (Calm Before the Storm (2008) et Gaia (2016)) et deux singles (The Final Countdown et You Will Be Replaced).
Les paroles de leurs chansons touchent surtout le monde de la politique ou celui de la religion.

## Biographie

### Formation et premier EP (2007–2009)
Affiance se forme en 2007 pour donner naissance à leur premier album Calm Before the Storm produit par le groupe lui-même en 2008. Cet EP, malgré son modeste succès, a permis à Affiance de se faire remarquer et de signer un contrat avec BulletTooth Records en 2009. Ce dernier leur ayant offert la possibilité de partir en tournée avec les groupes Across The Sun et No Bragging Rights.

### No Secret RevealedàBlackout
Lors de cette première tournée, Josh Grabelle, le président de BulletTooth Records, a affirmé être époustouflé par le potentiel du groupe et leur a fait signer un contrat pour un album.
Et le 2 décembre 2010 arrive ledit album No Secrets Revealed. En 2011, la chanson Call to the Warrior figurant sur ce premier album est ajoutée au jeu vidéo Rock Band. Le groupe décide d'en faire un clip assez amusant.
Plus tard, le 6 septembre 2012, Affiance poste sur Facebook un statut qui ravit les fans : Un nouvel album est prêt et le groupe s'apprête à reprendre les concerts avec les groupes Modern Day Escape et Deception of a Ghost. Le 27 septembre 2012, le groupe sort un single pour faire patienter les fans avant la sortie de leur second album : une reprise de The Final Countdown (Europe).
C'est le 13 novembre 2012 que sort ce fameux album, The Campaign sous label INgrooves. Durant l'année 2013, le groupe part en tournée avec Glamour of the Kill, Killswitch Engage, Darkest Hour, Miss May I, The Word Alive, Protest the Hero, Architects et The Kindred, accroissant ainsi sa popularité.
En août et septembre 2014, Affiance sort deux nouvelles chansons pour annoncer leur prochain album : Limitless et Monument Fails. Quelques jours après arrive le clip de Fire!.
Blackout sort le 23 septembre 2014. De nouveau en partenariat avec BulletTooth Records, Affiance repart sur les planches pour une nouvelle tournée.
L'année suivante, en octobre 2015, le groupe annonce une prochaine production, mais explique que l'association avec BulletTooth Records est terminée. Une demande de fonds est mise en place et, grâce au fans, le groupe récolte de quoi produire Gaia qui sort le 11 mars 2016.
Le groupe part en tournée à la suite de cette sortie.
En juin 2018, le batteur Patrick Galante remplace Conor Sullivan au sein d'Ice Nine Kills pour la tournée.

## Discographie
Albums
- No Secrets Revealed (Bullet Tooth Records, 2010)
- The Campaign (INgrooves, 2012)
- Blackout (Bullet Tooth Records, 2014)

EPs
- Calm Before the Storm (Auto-produit, 2007)
- Gaia (Financé par les fans, 2016)

## Clips vidéo
| Année | Titre               | Directeur de production             | Album              |
| ----- | ------------------- | ----------------------------------- | ------------------ |
| 2010  | Call to the Warrior | John Stanchina (Forest City Studio) | No Secret Revealed |
| 2011  | Nostra Culpa        | John Stanchina (Forest City Studio) | No Secret Revealed |
| 2012  | Kings of Deceit     | Stephen Mlinarcik                   | The Campaign       |
| 2012  | The Cynic           | Stephen Mlinarcik                   | The Campaign       |
| 2013  | We The Machines     | Stephen Mlinarcik                   | The Campaign       |
| 2014  | FIRE!               | Josiah Moore                        | Blackout           |
| 2016  | Reboot              | Josiah Moore                        | Gaia               |

## Voir également
- List of Rock Band Network songs